# Carla Suárez Navarro
Carla Suárez Navarro (Las Palmas de Gran Canária, 3 de Setembro de 1988) é uma ex-tenista espanhola, top 10 em simples e top 20 em duplas. Conquistou cinco títulos no circuito WTA.
Anunciou aposentadoria em 2021 e fez o último jogo durante o Finals da Billie Jean King Cup, em novembro.

## Títulos

### Simples: 8 (1 título, 7 vices)
| Campeã — Legenda                             |
| -------------------------------------------- |
| Grand Slam (0–0)                             |
| WTA Tour (0–0)                               |
| Tier I / Premier Mandatory & Premier 5 (0–1) |
| Tier II / Premier (0–1)                      |
| Nível III, IV & V / International (1–5)      |

| Títulos por Piso |
| ---------------- |
| Duro (0–2)       |
| Grama (0–0)      |
| Saibro (1–5)     |
| Carpete (0–0)    |

| Posição | N. | Data               | Torneio                                            | Piso   | Oponente                 | Placar            |
| ------- | -- | ------------------ | -------------------------------------------------- | ------ | ------------------------ | ----------------- |
| Vice    | 1. | Abril 12, 2009     | Andalucia Tennis Experience, Marbella, Espanha     | Saibro | Jelena Janković          | 3–6, 6–3, 3–6     |
| Vice    | 2. | Abril 11, 2010     | Andalucia Tennis Experience, Marbella, Espanha (2) | Saibro | Flavia Pennetta          | 2–6, 6–4, 3–6     |
| Vice    | 3. | Maio 5, 2012       | Estoril Open, Estoril, Portugal                    | Saibro | Kaia Kanepi              | 6–3, 6–7(6–8),4–6 |
| Vice    | 4. | Março 2, 2013      | Abierto Mexicano Telcel, Acapulco, México          | Saibro | Sara Errani              | 0–6, 4–6          |
| Vice    | 5. | Maio 4, 2013       | Portugal Open, Oeiras, Portugal                    | Saibro | Anastasia Pavlyuchenkova | 5–7, 2–6          |
| Campeã  | 6. | Maio 3, 2014       | Portugal Open, Oeiras, Portugal                    | Saibro | Svetlana Kuznetsova      | 6–4, 3–6, 6–4     |
| Vice    | 7. | Fevereiro 15, 2015 | Diamond Games, Antuérpia, Bélgica                  | Duro   | Andrea Petkovic          | w.o.              |
| Vice    | 8. | Abril 4, 2015      | Miami Open, Miami, EUA                             | Duro   | Serena Williams          | 2-6, 0-6          |

### Duplas: 4 (1 título, 3 vices)
| Legenda                             |
| ----------------------------------- |
| Grand Slam (0–0)                    |
| WTA Tour (0–0)                      |
| Premier Mandatory & Premier 5 (0–2) |
| Premier (1–1)                       |
| International (0–0)                 |

| Posição | No. | Data              | Torneio                                 | Piso | Parceira         | Oponente                        | Placar           |
| ------- | --- | ----------------- | --------------------------------------- | ---- | ---------------- | ------------------------------- | ---------------- |
| Vice    | 1.  | 10 Maio 2014      | Mutua Madrid Open, Madrid, Espanha      | Clay | Garbiñe Muguruza | Sara Errani Roberta Vinci       | 4–6, 3–6         |
| Campeã  | 1.  | 3 Agosto 2014     | Bank of the West Classic, Stanford, EUA | Duro | Garbiñe Muguruza | Paula Kania Kateřina Siniaková  | 6–2, 4–6, [10–5] |
| Vice    | 2.  | 20 Setembro 2014  | Toray Pan Pacific Open, Toquio, Japão   | Duro | Garbiñe Muguruza | Cara Black Sania Mirza          | 2–6, 5–7         |
| Vice    | 3.  | 21 Fevereiro 2015 | Dubai Tennis Championships, Dubai, EAU  | Duro | Garbiñe Muguruza | Tímea Babos Kristina Mladenovic | 3–6, 2–6         |

### Confrontos vs. tenistas top 10
Tenistas que foram N. 1 do mundo estão em destaque.
- Ekaterina Makarova 5-2
- Petra Kvitová 5–5
- Simona Halep 5–5
- Alicia Molik 3–0
- Nadia Petrova 3–2
- Venus Williams  3–2
- Andrea Petkovic 3–2
- Francesca Schiavone 2–1
- Eugenie Bouchard 2–1
- Anna Chakvetadze 1–0
- Amelie Mauresmo 1–0
- Angelique Kerber 2–2
- Samantha Stosur 2–3
- Svetlana Kuznetsova 2–3
- Flavia Pennetta 2-3
- Jelena Jankovic 2–5
- Sara Errani 3–7
- Ana Ivanovic 1–2
- Maria Sharapova 1–3
- Agnieszka Radwanska 1–3
- Caroline Wozniacki 1–4
- Dominika Cibulkova 0–1
- Marion Bartoli 0–1
- Elena Dementieva 0–2
- Kim Clijsters 0–2
- Li Na 0–2
- Victoria Azarenka 0–2
- Daniela Hantuchova 0–3
- Maria Kirilenko 0–3
- Serena Williams 0–5